# Пикок (фильм)
«Пикок» (англ. Peacock) — американский художественный фильм, поставленный режиссёром Майклом Ландером и вышедший на экраны в 2010 году. Главные роли исполнили Киллиан Мёрфи и Эллен Пейдж.

## Сюжет
Джон Скилпа, живущий в маленьком городке Пикок (Небраска), страдает от диссоциативного расстройства идентичности. После смерти своей властной и жестокой матери он начинает переодеваться в её одежду и надевать парик. В образе женщины Джону жить гораздо легче, она — общительна и обаятельна, а он — замкнут в себе и не видит смысла жизни.
Так течёт жизнь Джона изо дня в день, пока около его дома не происходит железнодорожная авария: на его двор въезжает сошедший с рельс поезд. Люди, сбежавшиеся посмотреть всё ли в порядке, находят его одетым в женское платье. Джон представляется Эммой Скилпа. Об этом случае читает в газете его давняя подруга Мэгги. Джон и Мэгги познакомились тремя годами ранее благодаря его матери, которая, увидев нуждающуюся в деньгах Мэгги, предложила ей встречаться со своим замкнутым сыном, заплатив ей за это. Мэгги со своим двухлетним сыном приходит к Джону домой, прося помочь ей с деньгами.
Джон окончательно запутывается в жизни и решает инсценировать свою смерть. В образе Эммы Скилпа он заманивает в мотель приезжего мужчину, убивает его и сжигает номер мотеля, снятый на своё настоящее имя.
Все думают, что труп мужчины — Джон. Главный герой продолжает существовать дальше в образе женщины по имени Эмма Скилпа.

## В ролях
| Актёр           | Роль                     |
| --------------- | ------------------------ |
| Киллиан Мерфи   | Джон / Эмма Скилпа       |
| Эллен Пейдж     | Мэгги Бэйли              |
| Сьюзен Сарандон | Фанни, жена мэра         |
| Билл Пуллман    | Эдмунд Френч, босс Джона |
| Джош Лукас      | офицер Том Макгонигл     |
| Кит Кэррадайн   | мэр Рэй Крилл            |

## Производство
Фильм стал первой режиссёрской работой Майкла Лэндера. По словам Киллиана Мерфи, сценарий, написанный Майклом Лэндером совместно с Райаном Роем, потряс его от начала до конца, бросив ему, как актёру, невероятный вызов, от которого Мерфи не мог отказаться.
Съёмки проходили в маленьком городке Одеболт (Айова). Небольшие эпизодические роли исполняли местные жители.